# Sorhagenia lophyrella
Sorhagenia lophyrella ist ein Schmetterling (Nachtfalter) aus der Familie der Chrysopeleiidae.

## Merkmale
Die Falter erreichen eine Flügelspannweite von 8 bis 11 Millimeter. Sorhagenia lophyrella ähnelt Sorhagenia rhamniella, unterscheidet sich aber durch die etwas helleren Vorderflügel und die fahl grauen Hinterflügel. Eine sichere Unterscheidung ist nur durch eine Genitaluntersuchung möglich.
Bei den Männchen ist der Uncus schmal und mit einem Borstenbüschel versehen. Die Valven haben einen sehr großen Cucullus und sind etwas länger als die Ampulla. Die Ampulla ist keulenförmig und läuft spitz zu. Der Sacculus ist kurz und reicht bis zur Mitte des Cucullus. Er ist subapikal verdickt und verjüngt sich distal. Der Apex läuft spitz zu. Die Costa hat zwei kleine und spitze Fortsätze. Die Juxta ist dreieckig, das Vinculum ist breit V-förmig. Der Aedeagus hat einen kleinen Coecum penis.
Bei den Weibchen ist der distale Rand des Ostiums gerade. Die seitlichen Fortsätze der Genitalplatte sind lang und verjüngen sich allmählich zu einer fadenförmigen Spitze. Das Anrum weitet sich vor der Einmündung des Ductus bursae. Der Ductus bursae weitet sich in Richtung Corpus bursae, er ist stark runzlig und ungefähr doppelt so lang wie das Antrum. Das Corpus bursae ist oval und leicht gezähnt. Die Signa sind trichterförmig.

## Verbreitung
Sorhagenia lophyrella ist in Europa, Kleinasien und im Kaukasus verbreitet.

## Biologie
Die Raupen entwickeln sich an Purgier-Kreuzdorn (Rhamnus cathartica), Felsen-Kreuzdorn (Rhamnus saxatalis) und Zwerg-Kreuzdorn (Rhamnus pumila). Selten findet man die Raupen auch an Alpen-Kreuzdorn (Rhamnus alpina) und Stechpalmen-Kreuzdorn (Rhamnus alaternus). Die Raupen leben von Anfang April bis Ende Mai. Sie fressen zunächst an den Samenkapseln und später auch an den locker zusammengesponnenen endständigen Blättern. Die Raupen verpuppen sich in einem hellen Kokon am Boden. Die Art bildet eine Generation im Jahr. Die Falter fliegen von Mitte Mai bis Anfang August und können von den Wirtspflanzen geklopft werden.

## Systematik
Es sind folgende Synonyme bekannt:
- Anacampsis lophyrella Douglas, 1846
- Sorhagenia tolli Riedl, 1962
- Sorhagenia rhamniella Zeller, 1839; Fehlbestimmung

## Belege
1. 1 2 3 4 5 6  J. C. Koster, S. Yu. Sinev: Momphidae, Batrachedridae, Stathmopodidae, Agonoxenidae, Cosmopterigidae, Chrysopeleiidae. In: P. Huemer, O. Karsholt, L. Lyneborg (Hrsg.): Microlepidoptera of Europe. 1. Auflage. Band 5. Apollo Books, Stenstrup 2003, ISBN 87-88757-66-8, S. 174 (englisch).
2. ↑  Sorhagenia lophyrella bei Fauna Europaea. Abgerufen am 23. März 2012